# Дюсенгалиев, Нупим
Нупим Дюсенгалиев (каз. Нупім Дұсенғалиев; 1918 год — ?) — заведующий фермой колхоза «Жулдуз» Фурмановского района Уральской области, Казахская ССР. Герой Социалистического Труда (1948).

## Биография
Нупим Дюсенгалиев родился в 1884 году в ауле Тортпшен Казталовского районе Уральской области Казахской ССР в семье скотовода.
До коллективизации сельского хозяйства Нупим помогал отцу пасти овец, приобретая навыки ухода за скотом. С 1935 года работал чабаном в колхозе «Жулдуз» Фурмановского района.
В 1940 году Нупим Дюсенгалиев был призван Фурмановским райвоенкоматом в Красную Армию. Участвовал в Великой Отечественной войне, сражаясь на фронте от Сталинграда до Прибалтики в составе 70-го гвардейского пушечно-артиллерийского полка, а затем принял участие в военной кампании против Японии.
После демобилизации в 1947 году вернулся в родной аул и продолжил работать в колхозе «Жулдуз» заведующим овцеводческой фермой.
В 1947 году он вырастил от 1257 курдючных овцематок 1533 ягнёнка при среднем весе ягнят к отбивке 40 килограммов.
Указом Президиума Верховного Совета СССР от 23 июля 1948 года «за получение высокой продуктивности животноводства в 1947 году при выполнении колхозом обязательных поставок сельскохозяйственных продуктов и плана развития животноводства» Дюсенгалиев Нупим удостоен звания Героя Социалистического Труда с вручением Ордена Ленина и золотой медали Серп и Молот.
В 1948 году поголовье овец в колхозе выросло с 3018 до 4488 голов, а деловой выход ягнят составил 134 процента.
С 1961 года Нупим Дюсенгалиев занимал различные руководящие должности:
- Заместитель председателя правления колхозов «Жулдуз», имени Фурманова и «Коммунизм».
- Управляющий отделением Аксульского совхоза.

Его многолетняя работа оставила заметный вклад в развитие животноводства и сельского хозяйства региона.

## Награды
Награждён орденом Ленина (23 июля 1948) и медалями.
- Медаль «За оборону Сталинграда» (22 декабря 1942)
- Медаль «За отвагу» (15 октября 1943 и 1 ноября 1943)
- Медаль «За боевые заслуги» (30 декабря 1942 и 30 января 1943)
- Медаль «За победу над Германией в Великой Отечественной войне 1941—1945 гг.» (9 мая 1945)
- Медаль «За победу над Японией» (30 сентября 1945)